# Désirée Persh
Désirée Persh ist eine deutsche Hörfunkmoderatorin.

## Leben
Persh wuchs in Berlin auf, wo sie ab 1970 die Hansa-Grundschule und später die Heinrich-von-Kleist-Oberschule besuchte. Vor dem Start ihrer Radio-Karriere arbeitete Persh von 1981 bis 1982 bei der Unimedia Werbeagentur und von 1982 bis 1985 für Pool Musikproduktionen, beide in Berlin.
Im Jahr 1984 begann sie beim RIAS in Berlin und arbeitete dort wie auch bei ihren nachfolgenden Stationen unter anderem als Moderatorin und Redakteurin. Es folgten von 1992 bis 1995 104.6 RTL in Berlin und teilweise parallel, nämlich von 1993 bis 1996, N-Joy in Hamburg und von 1994 bis 1995 Radio B Zwei ebenfalls in Berlin.
Sowohl 104.6 RTL als auch N-Joy setzen Anfang der 1990er Jahre als Adult-Contemporary-Sender mit aus den USA kopierten Strategien neue Standards in Deutschland und Persh war bei beiden Sendern neben ihrer Tätigkeit als Moderatorin in Prime-Time-Sendungen auch als Trainerin mitverantwortlich für die Umsetzung dieser Formatradios. 1996 wechselte Persh für ein Jahr zu MDR Life in Leipzig, 1997 erstmals für zwei Jahre zu Antenne Brandenburg in Potsdam. Von 1998 bis 2004 moderierte Persh bei NDR 2 in Hamburg und ab 2005 erneut bis 2010 bei Antenne Brandenburg in Potsdam. Von 2008 bis 2010 hatte sie außerdem ein Engagement bei Bremen Eins.